# Карл Дункер
Карл Дункер (нім. Karl Duncker; 2 лютого 1903, Лейпциг — 23 лютого 1940, США) — німецький психолог, видатний представник гештальтпсихології, один з найбільш видатних дослідників мислення.
Дункер відомий перш за все своїми дослідженнями в галузі продуктивного мислення та розв'язання задач. Провівши численні експерименти, Дункер ввів поняття функціонального значення розв'язання задачі; відкрив феномен функціональної закріпленості, що полягає в тому, що предмет використаний певним чином потім складно використовувати по-іншому.

## Біографія
З 1930 року працював у Психологічному університеті в Берліні. В 1935 році залишив Німеччину і працював спочатку в Кембриджі в Ф. Ч. Бартлетта, а згодом в США.
У віці 37 років наклав на себе руки.

## Наукові погляди

### Мислення та інсайт
Згідно визначення Дункера, «мислення — це процес, який за допомогою інсайта (розуміння) проблемної ситуації призводить до адекватних дій у відповідь». Процес, що веде від стимулу до дії у відповідь, має назву інсайтного, якщо він безпосередньо визначає зміст цієї дії (на відміну від звичайного вивільнення стимулом вже готової реакції). Це необхідно, коли така дія не виходить безпосередньо з минулого досвіду.
Будь-яку проблемну ситуацію можна розглянути з різних точок зору (як сукупність елементів або як єдине ціле, в одній чи іншій структурі тощо). Саме цим і пояснюється можливість інсайту. Психологічна структура ситуації змінюється в ході розв'язання задачі. Наприклад, змінюються фігурно-фонові ставлення: «частини та моменти ситуації, які раніше або зовсім не усвідомлювалися, або усвідомлювалися на тлі, не тематично, раптом виділяються, стають головними, темою, „фігурою“, і навпаки». Можуть змінюватись і усвідомлювані (використовувані) властивості (функції) елементів ситуації. Змінюються ставлення «частина-ціле»: елементи ситуації, котрі спочатку сприймалися як частини різних цілих, починають сприйматися як одне ціле. Входячи в нову структуру, елемент отримує нові властивості. При цьому він не перестає бути елементом першої структури; змінюється лише точка зору, тобто ми звертаємо увагу на ті його властивості, які він має в другій структурі, та припиняємо цікавитися його властивостями як елемента першої структури. «Дуже можливо, що найглибші відмінності між людьми в тому, що називають „здатністю до мислення“, „розумовою обдарованість“, мають за основу більшу або меншу легкість таких переструктурувань».

### Процес розв'язання задач

#### Стадії розв'язання задачі
Згідно з Дункером, процес розв'язання задачі виконується таким чином.
1. Спочатку потрібно зрозуміти проблемну ситуацію, тобто її внутрішні зв'язки; усвідомити її як ціле, що включає в себе деякий конфлікт (наприклад: мавпа розуміє, що її кінцівки занадто короткі, щоб дістати до банана). "Зрозуміти щось означає отримати гештальт або побачити його функціональне місце в гештальті.[9]
2. З цього виходить «функціональне значення» розв'язання, котре, за словами Дункера, «знаходиться на основі внутрішніх та очевидних зв'язків з умовами проблемної ситуації» (наприклад: потрібен довгий предмет).
3. Потім функціональне значення розв'язання конкретизується, втілюється в певний розв'язок (наприклад: палиця). «Зрозуміти якийсь розв'язок як розв'язок — означає зрозуміти його як втілення його функціонального значення.»[10]

Функціональне значення розв'язку не є абстрактним, тобто спільним для різних конкретних задач; «воно повністю виникає з даної проблемної ситуації», — пише Дункер. Це доводиться тим, що при розв'язанні двох задач, що мають спільне функціональне значення розв'язку, розв'язок першої не допомагає випробуваним у розв'язанні наступної задачі, навіть якщо вони розв'язують їх підряд.
Процес розв'язання є розвитком проблеми. Функціональне значення розв'язку є певним перетворенням заданої проблеми. І кожна нова властивість майбутнього розв'язку, котрий в процесі розв'язання задачі приймає функціональне значення, перетворює функціональне значення в нову, точніше та більш визначено поставлену проблему. З кожним наступним перетворенням задачі процес розв'язання враховує все більше особливостей конкретної ситуації, поступово проникаючи в її специфічні умови та можливості. Дункер формулює це так: «Кінцева форма певного розв'язку в типовому випадку досягається шляхом, що веде через проміжні фази, кожна з яких має у відношенні попередніх фаз характер розв'язання, а у відношенні до наступних — характер проблеми».

#### Аналіз ситуації та цілі
На кожній фазі розв'язування може бути поставлене питання щодо причин конфлікту («Чому я не можу дістати до банана руками?»), що дозволяє глибше зрозуміти природу конфлікту та наблизитися до розв'язку («Тому що руки занадто короткі»). Дункер називає це «аналізом конфлікту».
Паралельно з цим «поглибленням» може відбуватися й «горизонтальне» переміщення між кількома функціональними значеннями, при чому, повертаючись до одного з функціональних значень, людина коригує невдалий варіант розв'язку, на якому зупинилася напередодні, — за словами Дункера, шукає «в рамках попередньої постановки питання іншу зачіпку для розв'язання» або уточнює саму постановку питання.
Буває, що не функціональне значення передує його конкретному втіленню, а навпаки, якийсь випадково помічений елемент ситуації (наприклад: палиця, помічена мавпою) наштовхує на думку про його функціональне значення. Це може бути також результатом свідомого аналізу «матеріалу ситуації» (Що я можу використати?). Такий аналіз ситуації особливо часто відбувається при розв'язанні математичних задач на доведення.
Окрім описаного аналізу ситуації (тобто аналізу конфлікту або матеріалу) може відбуватися й аналіз цілі. Він виражається запитаннями типу «Чого, власне, я хочу?», «Без чого я можу обійтися?» та т. п. («Чи хочу я, щоб опинився там, де зараз я, чи, можливо, я — там, де банан?»). Може відбуватися узагальнення цілі («Що взагалі роблять, коли хочуть дістати щось на відстані?»). Аналіз цілі часто застосовується у розв'язанні математичних задач на доведення, коли перетворюється те, що треба довести.

### Задачі Дункера
Дункер користувався у своїх експериментах математичними та практичними задачами, пропонуючи випробуваним розмірковувати вголос під час їх розв'язання.

#### Математичні задачі
Дункер виявив, що математичні задачі розв'язуються в основному за допомогою аналізу цілі та аналізу ситуації. Наприклад: потрібно з'ясувати, чому всі числа виду «abcabc» (651 651, 274 274 тощо) діляться на 13. Ось декілька фрагментів з протоколів експерименту:

(1) Можливо, кожна трійка цифр ділиться на 13? (2) Можливо, тут є якесь правило додавання цифр, як для випадку з діленням на 9? (3) Це повинно виходити з якогось прихованого спільного принципу побудови — перша трійка цифр в 10 разів більше другої, 591 591 є 591 помножене на 11, ні: помножене на 101 (експериментатор: «Правильно?»), ні, на 1001. Чи не ділиться 1001 на 13?

Міркування (3), яке привело до розв'язку, починається з аналізу цілі: твердження, що всі числа виду «abcabc» діляться на 13, перетворюється в твердження, що ділимість на 13 виходить зі спільних властивостей чисел виду «abcabc». Потім починається процес аналізу ситуації, направлений на пошук спільних властивостей чисел «abcabc», що мають відношення до подільності. Це звичайний спосіб розв'язання математичних (в тому числі геометричних) задач на доведення. Задача розв'язується «з двох боків» — відбувається аналіз ситуації (з точки зору цілі; в даній задачі ця точка зору полягає в тому, що знаходяться не всі спільні властивості чисел «abcabc», а ті, що мають відношення до ділимості) та аналіз цілі (релевантний даній задачі, з точки зору її умов). Цей аналіз здійснюється в цілому навмання, будучи обмеженим лише згаданими «точками зору». Нарешті відбувається «замикання», коли аналіз ситуації та аналіз цілі приводять до розуміння «вирішального співвідношення» (якщо спільний дільник чисел ділиться на 13, то й самі числа діляться на 13).
Важливо, що вирішальне співвідношення випливає лише коли якась його частина вже знайдена більш чи менш випадковими пошуками. В даному випадку частини, про які йде мова, такі: числа «abcabc» діляться на 1001; 1001 ділиться на 13. Жоден з випробуваних в ході розв'язання не поставив питання, чи не мають числа «abcabc» спільного множника, що ділиться на 13 (що відповідало б виявленню функціонального значення розв'язку у випадку практичних задач). Проте Дункер допускає, що це може відбуватися з досвідченими математиками.

#### Практичні задачі
Як приклади можна навести кілька практичних задач Дункера та функціональних значень їх розв'язків.
- Задача: «Припустімо, що металева куля падає на тверду металеву поверхню. Відомо, що після удару вона підстрибне; цей факт зумовлений пласкою деформацією кулі під час дотикання її до поверхні. Пружні сили кулі змушують її приймати попередню форму, що й викликає її відштовхування (згадайте гумовий м'яч). Вам потрібно довести наявність пласкої деформації та знайти спосіб, що міг би не тільки показати наявність цього факту, а й форму та величину деформації».

Функціональне значення розв'язку: «Функціональне значення найкращого розв'язку полягає в тому, що знаходиться третя, проміжна, речовина, якою куля або поверхня фарбується у місці ймовірної деформації; вона наноситься достатньо тонким шаром та легко залишає слід, що не змінює умов задачі; окрім цього, вона не є пружною і тому зберігає відбиток круга».
- Задача. В іншому експерименті Дункер зачитував випробуваним уривок з книги «Пригоди Гекльберрі Фінна» Марка Твена, в якому розповідається, як Гекльберрі Фінн одного разу перевдягнувся в дівчачу сукню; жінка, в будинку якої він опинився, підозрює, що перед нею хлопчик. Дункер пропонував піддослідним поставити себе на місце цієї жінки і вигадати, як перевірити свої підозри.

«Функціональне значення розв'язку полягає в наступному: поставити його [Гека] в типові умови, при яких обидві статі поводяться по-різному; поставити його в незвичайні умови, коли попередня підготовка виявиться марною або коли ситуація викличе в ньому хлопчачі звички».
- Задача: «Потрібно знайти прийом для знищення неоперабельної пухлини шлунка такими променями, котрі за достатньої інтенсивності руйнують органічні тканини, при цьому здорові частини тіла, що оточують пухлину, не повинні постраждати».

Функціональні значення розв'язків, запропоновані Дункеру випробуваними в ході експериментів:
1. усунути контакт між променями та здоровими тканинами (одне з конкретних втілень цього — послати промені через стравохід);
2. знизити чутливість здорових тканин (наприклад: з допомогою інєкції);
3. знизити інтенсивність променів на шляху через здорові тканини (наприклад: послати з різних боків кілька слабких променів, що перетинаються на пухлині). Останній функціональний розв'язок в конкретному вказаному втіленні є найкращим розв'язком задачі; перші два є нездійсненними на практиці.

- Задача: «Уявіть собі велике місто, в одному з кінців якого знаходиться велика площа. Одного разу на площі відбулася дивна і дуже цікава подія. Вона привернула до себе увагу тисяч людей, а так як головна вулиця була найширшою та найзручнішою в місті та вела прямо на площу, поліцейським органам потрібно було знайти спосіб попередження блокування руху головною вулицею, котра була заповнена натовпом людей. Який спосіб запропонували б ви?».

Функціональні значення розв'язків, запропоновані Дункеру випробуваними в ході експериментів:
1. усунути контакт між площею та головною вулицею;
2. поставити на вулицях поліцейських, котрі будуть контролювати потік людей, таким чином люди не зможуть пересуватися всім натовпом;
3. зупинити рух на головній вулиці, пустити людей невеликими «обхідними» вуличками. Таким чином люди зможуть поспостерігати подію і не створювати блокаду головної вулиці.

## Твори

### Переклади
- Дункер К. Якісне (експериментальне та теоретичне) дослідження продуктивного мислення // Психологія мислення. М., 1965. С. 21—85.
- Дункер К. Психологія продуктивного (творчого) мислення // Психологія мислення. М., 1965. С. 86—234.

### Обрані публікації
- Duncker K. Zur Psychologie des produktiven Denkens. Berlin: Springer, 1935.
- Duncker K. Behaviorismus und Gestaltpsychologie // Erkenntnis. 1932/1933. Vol. 3. Iss. 1. S. 162–176.
- Duncker K. Lernen und Einsicht im Dienst der Zielerreichung // Acta Psychologica. Vol. 1. S. 77—82.
- Duncker K. Ethical Relativity? An enquiry into the psychology of ethics // Mind. 1939. Vol. 48 (189). P. 39—57.
- Duncker K. On pleasure, emotion, and striving // Philosophy and Phenomenological Research. Vol. 1 (4). P. 391–430.